# Ibuki Tamura
Ibuki Tamura (jap. 田村生吹 Tamura Ibuki; ur. 25 maja 2000) – japońska zapaśniczka walcząca w stylu wolnym.
Pierwsza w Pucharze Świata w 2019. Mistrzyni Azji kadetów w 2017; trzecia w 2016 roku.